# Anidrotetraciclina monoossigenasi
La anidrotetraciclina monoossigenasi è un enzima appartenente alla classe delle ossidoreduttasi, che catalizza la seguente reazione:
anidrotetraciclina + NADPH + H+ + O2 ⇄ 12-deidrotetraciclina + NADP+ + H2O
L'enzima è coinvolto nella biosintesi degli antibiotici tetracicline in Streptomyces sp.